# Harry Flood Byrd Memorial Bridge
Le Harry Flood Byrd Memorial Bridge est un pont américain  à la limite du comté d'Amherst et du comté de Bedford, en Virginie. Il permet le franchissement de la James River par la Blue Ridge Parkway et le Canal Lock Trail. Il est protégé au sein de la Blue Ridge Parkway.